# The Wall (Gebirgskamm)
The Wall (englisch für Die Mauer; in China Hu’nan Shan, chinesisch 華南山 ‚Südchinesischer Berg‘) ist ein bis zu 125 m hoher, steil aufragender Gebirgskamm an der Ingrid-Christensen-Küste des ostantarktischen Prinzessin-Elisabeth-Lands. Er erstreckt sich südwestlich des ehemaligen Standorts (Progress-1) der russischen Progress-Station in den Larsemann Hills.
Das Antarctic Names Committee of Australia benannte ihn 1987 so, weil er wie eine Mauer den Eisstrom nach Norden blockiert.